# Біла Нижня
Біла Нижня (пол. Biała Niżna) — село в Польщі, у гміні Грибів Новосондецького повіту Малопольського воєводства.
Населення — 2594 особи (2011).
У 1975—1998 роках село належало до Новосондецького воєводства.

## Географія
У селі річка Судол впадає у Білу, праву притоку Дунайця.

## Демографія
Демографічна структура станом на 31 березня 2011 року:
|          | Загалом | Допрацездатний вік | Працездатний вік | Постпрацездатний вік |
| -------- | ------- | ------------------ | ---------------- | -------------------- |
| Чоловіки | 1296    | 330                | 846              | 120                  |
| Жінки    | 1298    | 320                | 751              | 227                  |
| Разом    | 2594    | 650                | 1597             | 347                  |